# UK Open 2020
Het UK Open 2020, ook bekend onder de naam Ladbrokes UK Open vanwege de sponsor Ladbrokes, was de achttiende editie van het UK Open Darts. Het toernooi werd gehouden van 6 t/m 8 maart 2020 in Minehead, Butlin's Resort. Het toernooi heeft "De FA Cup van het darts" als bijnaam, vanwege de willekeurige loting die na elke ronde plaatsvindt tot de finale.
De titelverdediger was Nathan Aspinall. Hij wist in de voorgaande editie Rob Cross in de finale met 11-5 te verslaan. Aspinall verloor echter in de laatste 64 al van Michael van Gerwen. Dezelfde Van Gerwen won uiteindelijk het toernooi, door in de finale Gerwyn Price met 11-9 te verslaan.

## Prijzengeld
Voor de achttiende editie van de UK Open bedroeg het totale prijzengeld £450.000,-. Dit was even veel als in 2019.
| Plaats (aantal spelers) | Plaats (aantal spelers) | Prijzengeld (Totaal: £450.000) |
| ----------------------- | ----------------------- | ------------------------------ |
| Winnaar                 | (1)                     | £100.000                       |
| Runner-up               | (1)                     | £40.000                        |
| Halvefinalist           | (2)                     | £20.000                        |
| Kwartfinalist           | (4)                     | £12.500                        |
| Laatste 16              | (8)                     | £7.500                         |
| Laatste 32              | (16)                    | £4.000                         |
| Laatste 64              | (32)                    | £2.000                         |
| Laatste 96              | (32)                    | £1.000                         |
| Laatste 128             | (32)                    | n.v.t.                         |
| Laatste 160             | (32)                    | n.v.t.                         |

## Plaatsing

### PDC Order of Merit 1-32
De nummers 1 t/m 32 van de PDC Order of Merit stroomden in de vierde ronde in. Er werd geloot, spelers waren dus niet geplaatst.
| 1. Michael van Gerwen 2. Peter Wright 3. Gerwyn Price 4. Rob Cross 5. Michael Smith 6. Gary Anderson 7. Daryl Gurney 8. Nathan Aspinall | 1. James Wade 2. Dave Chisnall 3. Ian White 4. Mensur Suljović 5. Adrian Lewis 6. Simon Whitlock 7. Joe Cullen 8. Stephen Bunting | 1. Jonny Clayton 2. Krzysztof Ratajski 3. Chris Dobey 4. Glen Durrant 5. Jeffrey de Zwaan 6. Mervyn King 7. Jermaine Wattimena 8. Max Hopp | 1. Steve Beaton 2. Darren Webster 3. Danny Noppert 4. Ricky Evans 5. Dimitri Van den Bergh 6. Keegan Brown 7. John Henderson 8. Brendan Dolan |

### PDC Order of Merit 33-64
De nummers 33 t/m 64 van de PDC Order of Merit stroomden in de derde ronde in.
| 1. Steve West 2. Vincent van der Voort 3. Luke Humphries 4. Kim Huybrechts 5. William O'Connor 6. Gabriel Clemens 7. James Wilson 8. Steve Lennon | 1. Ryan Searle 2. Kyle Anderson 3. Ryan Joyce 4. Josh Payne 5. Jamie Hughes 6. Cristo Reyes 7. Ross Smith 8. Ron Meulenkamp | 1. Jelle Klaasen 2. Darius Labanauskas 3. Martin Schindler 4. Benito van de Pas 5. Richard North 6. Mickey Mansell 7. Justin Pipe 8. Jan Dekker | 1. Devon Petersen 2. Jamie Lewis 3. Luke Woodhouse 4. José de Sousa 5. Robert Thornton 6. Toni Alcinas 7. Matthew Edgar 8. Simon Stevenson |

### PDC Order of Merit 65-96
De nummers 65 t/m 96 van de PDC Order of Merit stroomden in de tweede ronde in.
| 1. Harry Ward 2. Ted Evetts 3. Mark McGeeney 4. Andy Boulton 5. Madars Razma 6. Rowby-John Rodriguez 7. Geert Nentjes 8. Scott Baker | 1. Joe Murnan 2. Marko Kantele 3. Gavin Carlin 4. Conan Whitehead 5. Kirk Shepherd 6. Maik Kuivenhoven 7. Christian Bunse 8. Matt Clark | 1. Adrian Grey 2. Reece Robinson 3. David Pallett 4. Niels Zonneveld 5. Vincent van der Meer 6. Carl Wilkinson 7. Yordi Meeuwisse 8. John Michael | 1. Jeff Smith 2. Barrie Bates 3. Jonathan Worsley 4. Nathan Derry 5. Mike van Duivenbode 6. Dirk van Duijvenbode 7. Jason Lowe 8. Nick Kenny |

### PDC Order of Merit 97-128
De nummers 97 t/m 128 van de PDC Order of Merit startten in de eerste ronde.
| 1. Scott Waites 2. Alan Tabern 3. Wesley Harms 4. Karel Sedláček 5. Adam Hunt 6. Wayne Jones 7. Steve Brown 8. Kai Fan Leung | 1. Mike De Decker 2. Peter Jacques 3. Daniel Larsson 4. Gary Blades 5. Martijn Kleermaker 6. Boris Krčmar[2] 7. Harald Leitinger 8. Jesús Noguera | 1. Andy Hamilton 2. Lisa Ashton 3. Ryan Murray 4. Damon Heta 5. Darren Penhall 6. William Borland 7. Ryan Meikle 8. Michael Barnard | 1. Derk Telnekes 2. Ciarán Teehan 3. Martin Atkins 4. Aaron Beeney 5. Bradley Brooks 6. Callan Rydz 7. Krzysztof Kciuk 8. Steffen Siepmann |

### PDC Challenge Tour Qualifiers
De hoogste 8 spelers uit de Challenge Tour zonder een tourkaart stroomden in de eerste ronde in.
| 1. Cameron Menzies 2. Stephen Burton 3. Boris Koltsov 4. Andy Jenkins | 1. Cody Harris 2. Berry van Peer 3. Kyle McKinstry 4. Patrick Lynskey |

### PDC Development Tour Qualifiers
De hoogste 8 spelers uit de Development Tour zonder een tourkaart stroomden in de eerste ronde in.
| 1. Shane McGuirk 2. Nathan Rafferty 3. Keane Barry 4. Greg Ritchie | 1. Andrew Davidson 2. Kevin Doets 3. Owen Roelofs 4. Danny van Trijp 5. Ben Cheeseman |

### Rileys Amateurs Qualifiers
Er waren 16 kwalificatieplaatsen te verdienen via verschillende kwalificatietoernooien in Engeland. Hierbij konden amateurs zich kwalificeren voor de UK Open. Deze spelers stroomden in de eerste ronde in.
- Jason Heaver
- Jamie Clark
- Adam Huckvale
- Kelvin Self
- Fallon Sherrock
- Scott Taylor
- Adam Smith-Neale
- Kevin Burness
- Lewis Williams
- Rhys Hayden
- Robert Owen
- Darren Beveridge
- James Richardson
- Justin Smith
- Alfie Thompson
- Jason Askew

## Wedstrijden

### Vrijdag 6 maart

#### Eerste ronde (laatste 160)
In de eerste ronde werd er gespeeld over 11 legs. De eerste speler die aan 6 gewonnen legs kwam, won de partij.
| Speler           | Uitslag | Speler          |  | Speler           | Uitslag | Speler             |
| ---------------- | ------- | --------------- |  | ---------------- | ------- | ------------------ |
| Mike De Decker   | 6 – 2   | Lisa Ashton     |  | Damon Heta       | 4 – 6   | Scott Waites       |
| Kyle McKinstry   | 6 – 1   | Fallon Sherrock |  | Cody Harris      | 6 – 5   | Scott Taylor       |
| Kai Fan Leung    | 6 – 3   | Kelvin Self     |  | Adam Hunt        | 0 – 6   | Karel Sedláček     |
| Keane Barry      | 2 – 6   | Alan Tabern     |  | Andy Hamilton    | 6 – 3   | Patrick Lynskey    |
| Steffen Siepmann | 6 – 4   | Krzysztof Kciuk |  | Peter Jacques    | 6 – 4   | Ciarán Teehan      |
| Michael Barnard  | 5 – 6   | Steve Brown     |  | Daniel Larsson   | 6 – 5   | Ryan Meikle        |
| Jason Askew      | 6 – 4   | Greg Ritchie    |  | Jason Heaver     | 6 – 0   | Jesús Noguera      |
| Adam Smith-Neale | 6 – 4   | Ben Cheeseman   |  | Darren Beveridge | 3 – 6   | Nathan Rafferty    |
| Adam Huckvale    | 1 – 6   | Stephen Burton  |  | Rhys Hayden      | 6 – 5   | Jamie Clark        |
| Cameron Menzies  | 5 – 6   | Bradley Brooks  |  | Kevin Burness    | 1 – 6   | Harald Leitinger   |
| Aaron Beeney     | 3 – 6   | Wesley Harms    |  | Boris Koltsov    | 4 – 6   | Danny van Trijp    |
| Andrew Davidson  | 2 – 6   | William Borland |  | Lewis Williams   | 6 – 5   | Robert Owen        |
| Martin Atkins    | 6 – 5   | Ryan Murray     |  | Shane McGuirk    | 5 – 6   | Callan Rydz        |
| Wayne Jones      | 6 – 1   | Gary Blades     |  | Berry van Peer   | 6 – 3   | Owen Roelofs       |
| Justin Smith     | 6 – 3   | Andy Jenkins    |  | Derk Telnekes    | 6 – 3   | Martijn Kleermaker |
| James Richardson | 6 – 4   | Darren Penhall  |  | Kevin Doets      | 6 – 1   | Alfie Thompson     |

#### Tweede ronde (laatste 128)
In de tweede ronde werd er gespeeld over 11 legs. De eerste speler die aan 6 gewonnen legs kwam, won de partij.
| Speler               | Uitslag | Speler               |  | Speler           | Uitslag | Speler           |
| -------------------- | ------- | -------------------- |  | ---------------- | ------- | ---------------- |
| Scott Baker          | 5 – 6   | Mark McGeeney        |  | Jeff Smith       | 5 – 6   | John Michael     |
| David Pallett        | 3 – 6   | Kevin Doets          |  | Jason Heaver     | 4 – 6   | Kyle McKinstry   |
| Marko Kantele        | 0 – 6   | Dirk van Duijvenbode |  | Scott Waites     | 6 – 1   | Geert Nentjes    |
| Daniel Larsson       | 5 – 6   | Mike De Decker       |  | Bradley Brooks   | 6 – 3   | Nick Kenny       |
| Harry Ward           | 6 – 5   | Gavin Carlin         |  | Kirk Shepherd    | 2 – 6   | Kai Fan Leung    |
| Karel Sedláček       | 6 – 2   | Barrie Bates         |  | Rhys Hayden      | 6 – 4   | James Richardson |
| Andy Boulton         | 6 – 2   | Reece Robinson       |  | Nathan Derry     | 3 – 6   | Maik Kuivenhoven |
| Justin Smith         | 5 – 6   | Wesley Harms         |  | Derk Telnekes    | 3 – 6   | Madars Razma     |
| Jonathan Worsley     | 6 – 4   | Matt Clark           |  | Carl Wilkinson   | 2 – 6   | Steffen Siepmann |
| Ted Evetts           | 6 – 1   | Berry van Peer       |  | Steve Brown      | 3 – 6   | Alan Tabern      |
| Cody Harris          | 1 – 6   | Jason Lowe           |  | Martin Atkins    | 6 – 2   | Christian Bunse  |
| Mike van Duivenbode  | 1 – 6   | Nathan Rafferty      |  | Niels Zonneveld  | 6 – 4   | Andy Hamilton    |
| Rowby-John Rodriguez | 5 – 6   | Jason Askew          |  | Peter Jacques    | 3 – 6   | Yordi Meeuwisse  |
| Lewis Williams       | 6 – 3   | Adrian Gray          |  | Harald Leitinger | 3 – 6   | Joe Murnan       |
| Stephen Burton       | 6 – 4   | Vincent van der Meer |  | Wayne Jones      | 3 – 6   | Conan Whitehead  |
| Danny van Trijp      | 0 – 6   | William Borland      |  | Adam Smith-Neale | 3 – 6   | Callan Rydz      |

#### Derde ronde (laatste 96)
In de derde ronde werd er gespeeld over 11 legs. De eerste speler die aan 6 gewonnen legs kwam, won de partij.
| Speler                 | Uitslag | Speler                  |  | Speler                      | Uitslag | Speler                     |
| ---------------------- | ------- | ----------------------- |  | --------------------------- | ------- | -------------------------- |
| Luke Humphries 98.79   | 6 – 5   | Kyle Anderson 92.24     |  | Kim Huybrechts 83.93        | 6 – 1   | Robert Thornton 75.90      |
| Josh Payne 89.98       | 6 – 4   | Luke Woodhouse 86.49    |  | Ryan Searle 94.29           | 6 – 5   | Cristo Reyes 88.46         |
| William O'Connor 99.85 | 6 – 2   | Jan Dekker 92.43        |  | Vincent van der Voort 85.63 | 6 – 4   | John Michael 84.22         |
| William Borland 94.01  | 6 – 5   | Mike De Decker 91.73    |  | Ron Meulenkamp 92.26        | 4 – 6   | Richard North 92.62        |
| Conan Whitehead 92.92  | 2 – 6   | Steve West 94.88        |  | Devon Petersen 92.50        | 4 – 6   | Bradley Brooks 86.59       |
| Wesley Harms 93.18     | 5 – 6   | Martin Atkins 89.23     |  | Stephen Burton 85.73        | 2 – 6   | Kyle McKinstry 88.94       |
| Jamie Lewis 94.01      | 6 – 5   | Ross Smith 95.57        |  | Ted Evetts 86.83            | 4 – 6   | James Wilson 91.04         |
| Steve Lennon 98.89     | 4 – 6   | Alan Tabern 100.32      |  | Mickey Mansell 80.86        | 2 – 6   | Niels Zonneveld 90.98      |
| Justin Pipe 96.37      | 6 – 3   | Kai Fan Leung 86.18     |  | Ryan Joyce 99.30            | 6 – 2   | Yordi Meeuwisse 86.03      |
| José de Sousa 90.29    | 4 – 6   | Lewis Williams 91.11    |  | Nathan Rafferty 88.70       | 2 – 6   | Jamie Hughes 96.30         |
| Maik Kuivenhoven 96.64 | 3 – 6   | Gabriel Clemens 97.81   |  | Darius Labanauskas 89.80    | 3 – 6   | Dirk van Duijvenbode 92.89 |
| Rhys Hayden 85.90      | 6 – 2   | Toni Alcinas 82.69      |  | Matthew Edgar 84.19         | 6 – 3   | Callan Rydz 81.41          |
| Martin Schindler 84.60 | 6 – 4   | Benito van de Pas 85.55 |  | Mark McGeeney 91.59         | 4 – 6   | Andy Boulton 94.13         |
| Jonathan Worsley 91.77 | 3 – 6   | Jason Lowe 99.50        |  | Madars Razma 87.83          | 2 – 6   | Scott Waites 91.34         |
| Jelle Klaasen 94.15    | 6 – 4   | Jason Askew (Q) 86.89   |  | Harry Ward 88.60            | 6 – 3   | Steffen Siepmann 80.92     |
| Kevin Doets 90.40      | 5 – 6   | Simon Stevenson 98.96   |  | Karel Sedláček 82.97        | 3 – 6   | Joe Murnan 91.27           |

#### Vierde ronde (laatste 64)
In de vierde ronde werd er gespeeld over 19 legs. De eerste speler die aan 10 gewonnen legs kwam, won de partij.
| Speler                      | Uitslag | Speler                      |  | Speler                    | Uitslag | Speler                  |
| --------------------------- | ------- | --------------------------- |  | ------------------------- | ------- | ----------------------- |
| Gerwyn Price 104.23         | 10 – 3  | Danny Noppert 92.34         |  | Glen Durrant 96.14        | 8 – 10  | Peter Wright 102.30     |
| Michael van Gerwen 105.48   | 10 – 8  | Nathan Aspinall 97.69       |  | Gary Anderson 99.38       | 10 – 7  | Steve Beaton 91.06      |
| Rhys Hayden 84.80           | 5 – 10  | Dimitri Van den Bergh 91.75 |  | Dave Chisnall 92.99       | 8 – 10  | William O'Connor 96.05  |
| Vincent van der Voort 89.30 | 9 – 10  | Stephen Bunting 90.59       |  | Krzysztof Ratajski 105.29 | 9 – 10  | Chris Dobey 105.06      |
| Harry Ward 90.42            | 6 – 10  | Ian White 99.29             |  | Mensur Suljović 92.61     | 10 – 4  | Jamie Lewis 88.03       |
| Ryan Joyce 95.29            | 9 – 10  | Gabriel Clemens 99.48       |  | Michael Smith 96.80       | 10 – 4  | James Wilson 87.10      |
| Kim Huybrechts 96.16        | 10 – 8  | Ryan Searle 95.92           |  | Richard North 90.89       | 6 – 10  | Alan Tabern 92.45       |
| Dirk van Duijvenbode 95.30  | 10 – 9  | Jermaine Wattimena 91.53    |  | Jeffrey de Zwaan 96.47    | 7 – 10  | Simon Whitlock 97.11    |
| Kyle McKinstry 91.97        | 10 – 8  | Bradley Brooks 88.82        |  | Rob Cross 91.64           | 10 – 7  | Niels Zonneveld 85.60   |
| Joe Cullen 93.15            | 10 – 7  | Mervyn King 84.38           |  | Adrian Lewis 94.91        | 4 – 10  | Jason Lowe 99.82        |
| William Borland 83.46       | 5 – 10  | Jelle Klaasen 92.81         |  | Joe Murnan 88.05          | 4 – 10  | Ricky Evans 92.66       |
| Simon Stevenson 85.43       | 10 – 9  | Darren Webster 90.52        |  | Jonny Clayton 103.58      | 10 – 7  | Scott Waites 94.04      |
| Luke Humphries 91.04        | 8 – 10  | Andy Boulton 89.16          |  | Lewis Williams 84.25      | 9 – 10  | Steve West 84.52        |
| Matthew Edgar 85.27         | 10 – 5  | Josh Payne 85.66            |  | James Wade 90.92          | 10 – 5  | John Henderson 90.93    |
| Keegan Brown 98.19          | 9 – 10  | Daryl Gurney 98.60          |  | Justin Pipe 83.27         | 2 – 10  | Martin Schindler 103.21 |
| Brendan Dolan 95.26         | 9 – 10  | Jamie Hughes 100.50         |  | Martin Atkins             | w/o     | Bye                     |

### Zaterdag 7 maart

#### Vijfde ronde (laatste 32)
In de vijfde ronde werd er gespeeld over 19 legs. De eerste speler die aan 10 gewonnen legs kwam, won de partij.
| Speler                 | Uitslag | Speler                 |  | Speler                     | Uitslag | Speler                      |
| ---------------------- | ------- | ---------------------- |  | -------------------------- | ------- | --------------------------- |
| Simon Whitlock 92.57   | 5 – 10  | Chris Dobey 98.45      |  | Jason Lowe 95.15           | 9 – 10  | Michael van Gerwen 95.63    |
| Peter Wright 101.49    | 10 – 6  | Ian White 98.52        |  | Rob Cross 93.73            | 10 – 9  | Michael Smith 98.87         |
| Daryl Gurney 94.86     | 10 – 9  | William O'Connor 91.22 |  | Gerwyn Price 98.60         | 10 – 3  | Ricky Evans 89.92           |
| James Wade 95.88       | 10 – 1  | Kim Huybrechts 88.55   |  | Gary Anderson 91.29        | 10 – 5  | Simon Stevenson 88.38       |
| Joe Cullen 93.12       | 4 – 10  | Jonny Clayton 101.60   |  | Dirk van Duijvenbode 95.58 | 7 – 10  | Mensur Suljović 91.67       |
| Stephen Bunting 102.31 | 10 – 2  | Alan Tabern 94.22      |  | Matthew Edgar 81.49        | 4 – 10  | Dimitri Van den Bergh 92.01 |
| Jamie Hughes 91.48     | 10 – 7  | Martin Atkins 88.99    |  | Jelle Klaasen 97.41        | 10 – 1  | Steve West 88.43            |
| Kyle McKinstry 97.98   | 10 – 5  | Martin Schindler 90.82 |  | Andy Boulton 90.76         | 6 – 10  | Gabriel Clemens 99.47       |

#### Zesde ronde (laatste 16)
In de zesde ronde werd er gespeeld over 19 legs. De eerste speler die aan 10 gewonnen legs kwam, won de partij.
| Speler                      | Uitslag | Speler                |  | Speler              | Uitslag | Speler                    |
| --------------------------- | ------- | --------------------- |  | ------------------- | ------- | ------------------------- |
| Gerwyn Price 102.87         | 10 – 9  | Gabriel Clemens 97.33 |  | James Wade 92.49    | 4 – 10  | Michael van Gerwen 109.85 |
| Jelle Klaasen 93.01         | 10 – 9  | Gary Anderson 94.06   |  | Peter Wright 101.78 | 6 – 10  | Daryl Gurney 99.33        |
| Chris Dobey 95.55           | 8 – 10  | Jonny Clayton 99.23   |  | Jamie Hughes 90.70  | 10 – 5  | Mensur Suljović 91.43     |
| Dimitri Van den Bergh 94.11 | 10 – 8  | Kyle McKinstry 89.67  |  | Rob Cross 94.46     | 10 – 8  | Stephen Bunting 91.20     |

### Zondag 8 maart

#### Kwartfinale
In de kwartfinale werd er gespeeld over 19 legs. De eerste speler die aan 10 gewonnen legs kwam, won de partij.
| Speler                       | Uitslag | Speler              |
| ---------------------------- | ------- | ------------------- |
| Dimitri Van den Bergh 102.38 | 5 – 10  | Gerwyn Price 102.29 |
| Michael van Gerwen 110.81    | 10 – 4  | Rob Cross 95.12     |
| Daryl Gurney 95.26           | 10 – 9  | Jelle Klaasen 94.62 |
| Jamie Hughes 90.57           | 9 – 10  | Jonny Clayton 91.38 |

#### Halve finale en finale
|  | Halve finale (best of 21 legs) | Halve finale (best of 21 legs) |  |                             | Finale (best of 21 legs) | Finale (best of 21 legs) |
|  |                                |                                |  |                             |                          |                          |
|  |                                |                                |  |                             |                          |                          |
|  | Gerwyn Price (102.39)          | 11                             |  |                             |                          |                          |
|  | Jonny Clayton (90.64)          | 4                              |  |                             |                          |                          |
|  |                                |                                |  |                             | Gerwyn Price (99.16)     | 9                        |
|  |                                |                                |  | Michael van Gerwen (101.42) | 11                       |                          |
|  | Michael van Gerwen (110.32)    | 11                             |  |                             |                          |                          |
|  | Daryl Gurney (96.76)           | 3                              |  |                             |                          |                          |

2003 · 2004 · 2005 · 2006 · 2007 · 2008 · 2009 · 2010 · 2011 · 2012 · 2013 · 2014 · 2015 · 2016 · 2017 · 2018 · 2019 · 2020 · 2021 · 2022 · 2023 · 2024 · 2025